# Jeff Zients
Jeffrey Dunston Zients, detto Jeff (Washington, 12 novembre 1966), è un dirigente d'azienda, funzionario e politico statunitense, capo di gabinetto della Casa Bianca nell'amministrazione Biden dal 2023 al 2025.

## Biografia
Proveniente da una famiglia ebraica, Zients nacque a Washington ma crebbe a Kensington, nel Maryland. Nel 1988 si laureò con lode in scienze politiche all'Università Duke. Ha lavorato come consulente gestionale per la Mercer Management Consulting (ora Oliver Wyman) e Bain & Company. Dopo quell'esperienza, venne nominato come ufficiale capo operazioni della DGB Enterprises, società operazioni della Advisory Board Company, della Corporate Executive Board e della Atlantic Media Company.
Nel 2009 viene nominato dal presidente Barack Obama nella nuova posizione di responsabile prestazioni degli Stati Uniti e vicedirettore dell'ufficio per la gestione e il bilancio. Di quest'ultimo è stato anche direttore ad interim nel 2010, e nuovamente dal 2012 al 2013.
È stato assistente del presidente per la politica economica e direttore del Consiglio economico nazionale dal 2014 al 2017. Zients ha anche presieduto il consiglio direttivo del presidente.
Al National Economic Council, Zients ha collaborato con il dipartimento del lavoro per finalizzare la regola fiduciaria, nota anche come regola del conflitto di interessi. Richiedeva ai consulenti finanziari di fornire consulenza nel migliore interesse dei loro clienti. La regola è stata fortemente criticata dai leader di Wall Street e dai gruppi imprenditoriali ed è stata annullata da una corte d'appello federale nel 2018.
Nel 2021 venne indicato dal neo-presidente Joe Biden come suo consigliere oltreché coordinatore della Casa Bianca per la risposta al Coronavirus. Nel 2023 viene nominato dallo stesso Biden come nuovo capo di gabinetto della Casa Bianca.